# Корагати (станційне селище)
Корагати (каз. Қорағаты) — станційне селище у складі району Турара Рискулова Жамбильської області Казахстану. Входить до складу Корагатинського сільського округу.
У радянські часи селище називалось Курагати.
Населення — 196 осіб (2021; 524 у 2009, 210 у 1999, 221 у 1989).